# Tour Sevilla
Ne doit pas être confondu avec Torres Sevilla.
La tour Sevilla, est le premier gratte-ciel de Séville, en Espagne inauguré en 2016.

## Projet

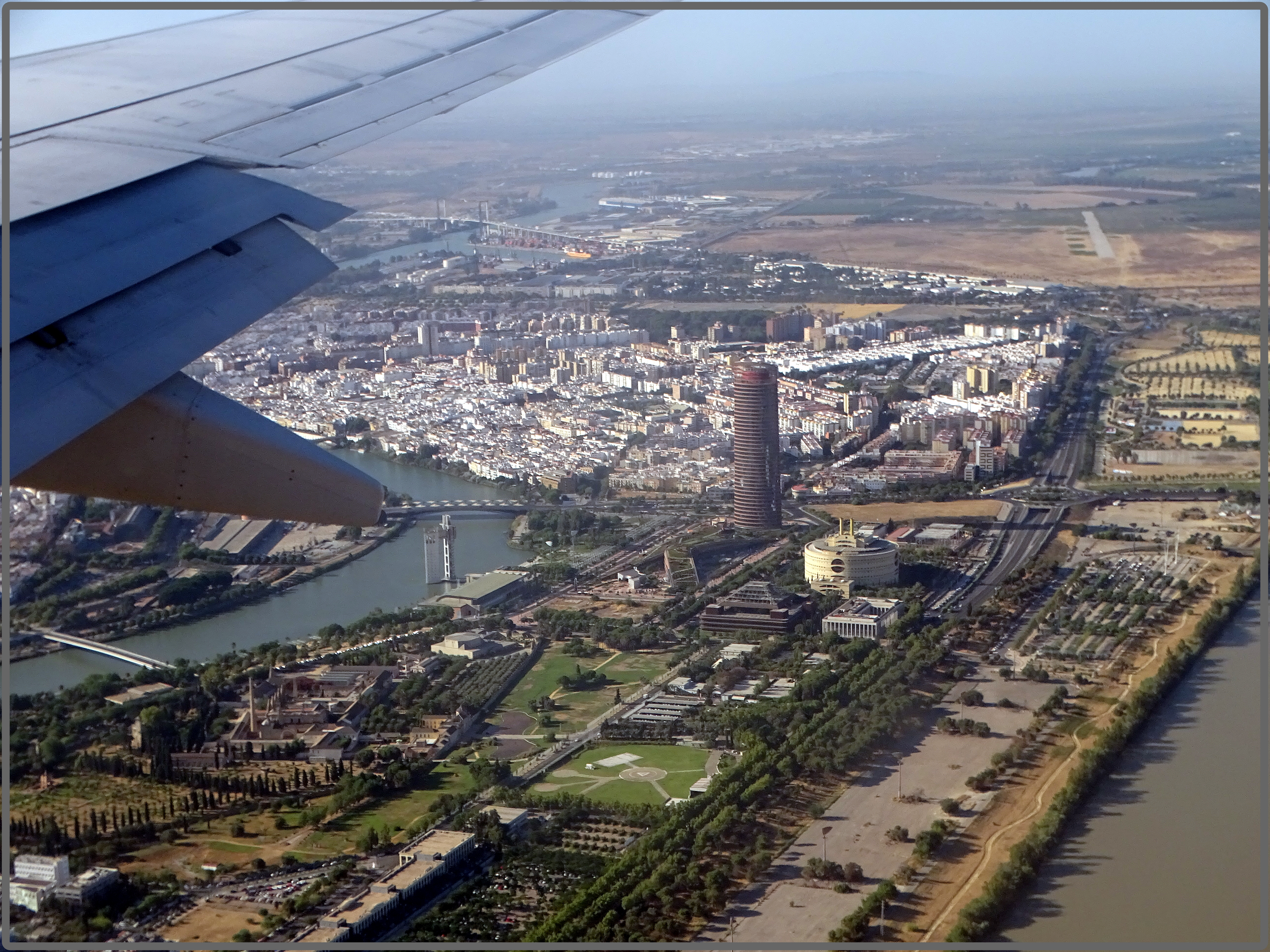
Vue aérienne de la tour de Séville

Le projet fut engagé par l'ancienne banque sévillane Cajasol dans le but de faire de la tour son siège principal. Après plusieurs mois d'incertitude concernant l'avenir de la tour à la suite du rachat de Cajasol par la banque catalane La Caixa, cette dernière décida de financer la fin de la construction. L'édifice garda son nom temporaire de Tour Cajasol jusqu'à que son nom définitif soit choisi en mai 2015.
Dessinée par l'architecte argentin César Pelli (à qui elle doit son autre surnom de Tour Pelli), elle se trouve au sud du quartier de La Cartuja, dans le district de Triana, sur un site appelé Puerto Triana (littéralement Port de Triana).

## Caractéristiques
Elle est composée d'une tour de base elliptique de 40 étages (dont 37 au-dessus du sol) mesurant 180,5 m, combinée à un podium situé au nord de la tour. Les bords incurvés du podium définissent une place qui se resserre en son centre, créant une rue piétonne ombragée. La hauteur de la tour en fait le bâtiment le plus haut d'Andalousie et le 7e d'Espagne.
Les parois extérieures, originellement prévues pour être recouverte de céramique, sont recouvertes d'aluminium de couleur terracotta.

## Construction
Les fondations de l'édifice furent creusées par l'entreprise sévillane Martín Casillas et le squelette de l'édifice fut érigé par FCC et Inabensa. L'entreprise Dragados fut désignée pour la phase finale des travaux : montage de la façade, architecture intérieure, etc.. La construction du podium fut, elle, attribuée à l'entreprise Isolux. En mai 2015, le coût final du projet était évalué à 300 millions d'euros,.

## Destination de l'édifice

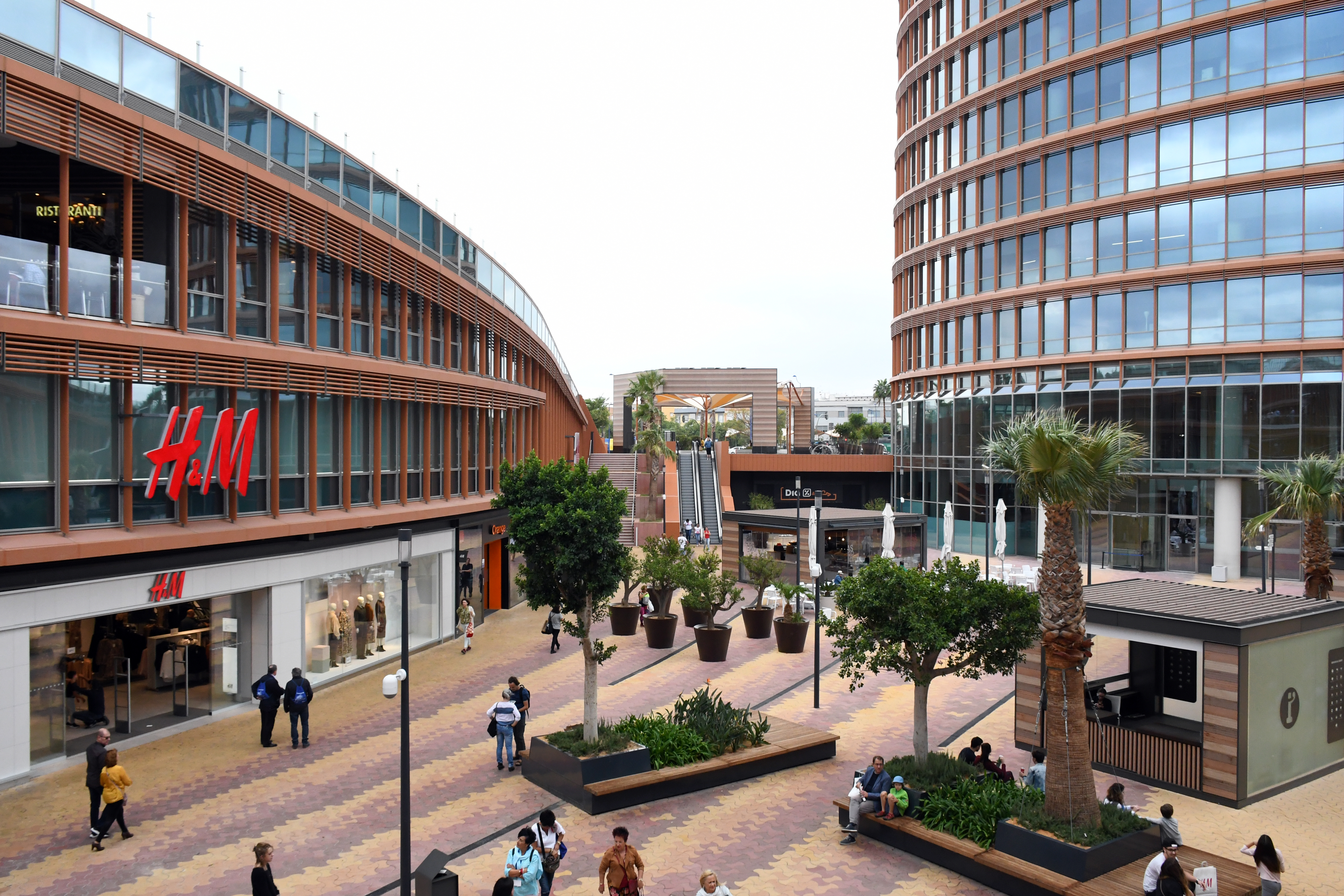
Un centre commercial se trouve au pied de la tour.

Plusieurs entreprises ont des bureaux dans la tour. On y retrouve notamment les bureaux locaux de la banque CaixaBank, de l'entreprise de télécommunications Orange, du cabinet d'audit financier Deloitte, d'AENOR (l'organisme responsable du développement des normes techniques en Espagne) et d'Ayesa (une entreprise espagnole d'ingénierie et de technologie). Un hôtel de 5 étoiles de la chaîne espagnole Eurostars Hotels (es) est situé entre le 19e et le 37e étage.
Le complexe entourant la tour abrite un centre commercial et le Centre culturel CaixaForum, bâtiment conçu par l'architecte espagnol Guillermo Vázquez Consuegra (es). Sur une surface de plus de 7 500 m2, il abrite deux salles d'expositions, un auditoire, un espace éducatif, deux salles polyvalentes, un bar-restaurant et une librairie,.

## Les sites sévillans du patrimoine mondial de l'UNESCO menacés par la tour

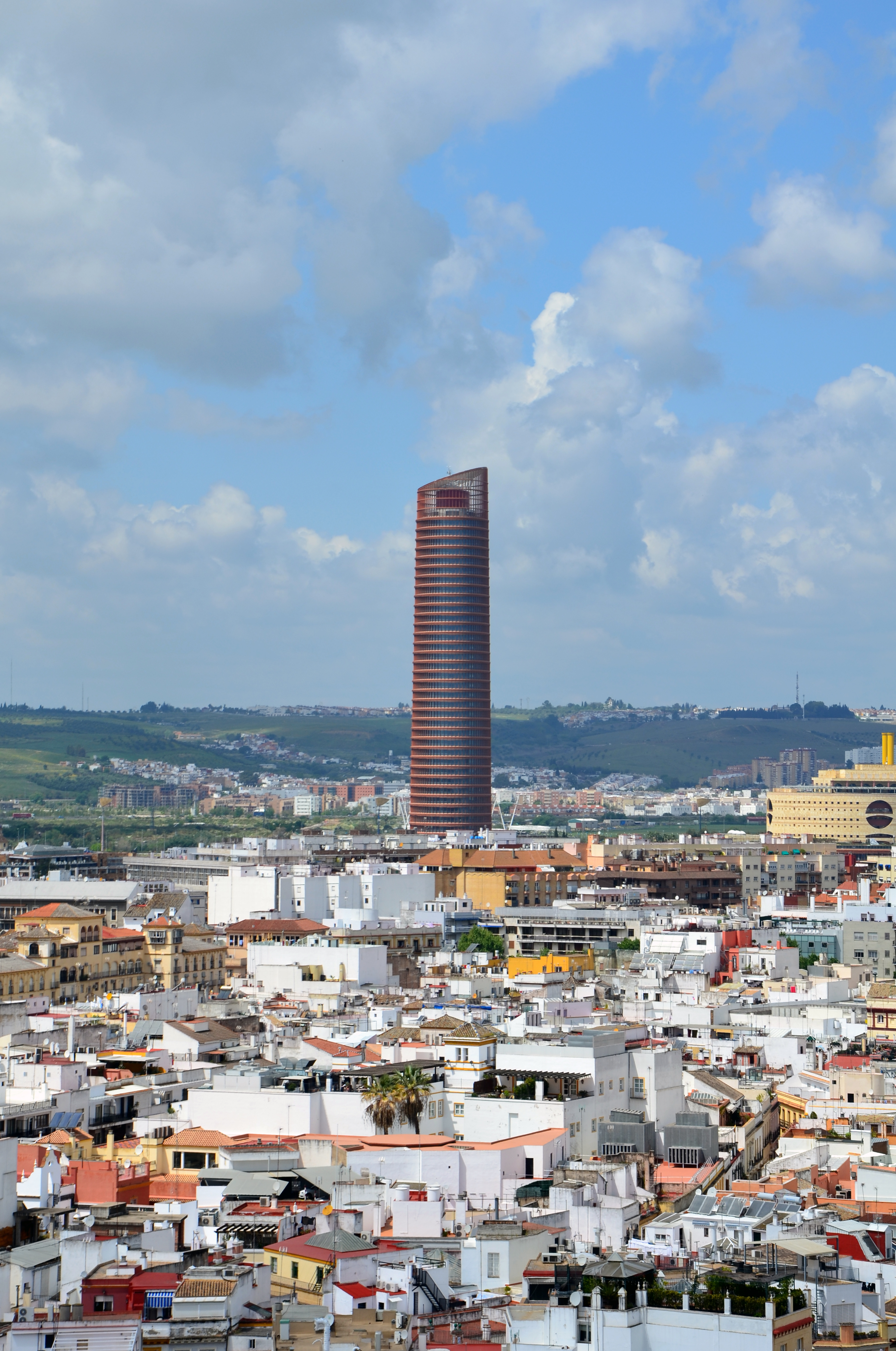
La tour Sevilla vue depuis la Giralda de la cathédrale.

La hauteur de la tour Sevilla, selon l'UNESCO, menaçait l'inscription au patrimoine de l'humanité des sites sévillans, à savoir la cathédrale, l'Alcázar et les Archives générales des Indes. En effet, le Conseil international des monuments et des sites (ICOMOS) estimait qu'elle était trop visible et, de ce fait, altérait le paysage historique de la ville. En 2009, l'organisation demanda l'arrêt de sa construction. Malgré tout, l'assemblée, réunie en juin 2012 à Saint-Pétersbourg, rejeta finalement la proposition d'inscrire les sites sur la liste du patrimoine en danger après être parvenue à un compromis, le gouvernement sévillan acceptant d'interdire la construction d'autres gratte-ciel ayant un impact sur le panorama du centre historique,.